# Reem Alabali Radovan

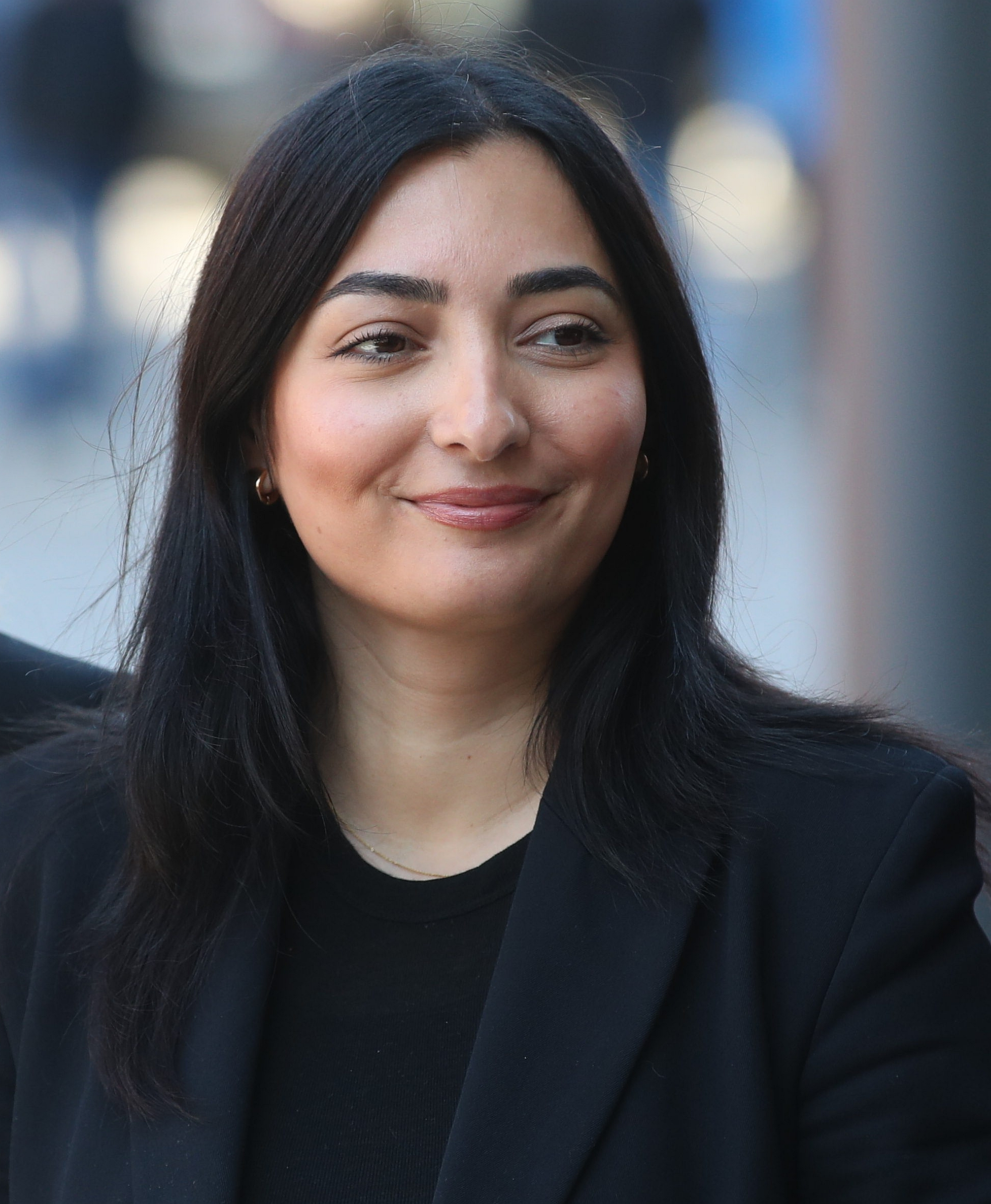
Reem Alabali Radovan (2025)

Reem Alabali Radovan (* 1. Mai 1990 in Moskau, Sowjetunion, als Reem Al-Abali) ist eine deutsche Politikerin (SPD) und Politikwissenschaftlerin. Sie ist seit 2021 Mitglied des Deutschen Bundestages und seit dem 6. Mai 2025 Bundesministerin für wirtschaftliche Zusammenarbeit und Entwicklung im Kabinett Merz.
Zuvor war sie ab 2021 Staatsministerin beim Bundeskanzler, Beauftragte der Bundesregierung für Migration, Flüchtlinge und Integration und ab Februar 2022 die Beauftragte der Bundesregierung für Antirassismus.

## Herkunft und Familie
Nach eigener Aussage ist Alabali Radovan „drei Viertel Chaldäerin und ein Viertel Araberin“.  Eine arabische Quelle nennt sie mit ihrem Vatersnamen Salam. Die Familie stammte ursprünglich aus dem Irak und emigrierte in die Sowjetunion. Alabali Radovans Großvater Muhammad Salih al-Abali war Mitglied des Politbüros der Irakischen Kommunistischen Partei und unter den Opfern der Kommunistenmorde nach dem Putsch der Baath-Partei im Jahr 1963. In einem Interview gab sie 2020 an, dass ihr Vater sich in den 1980er-Jahren dem Widerstand gegen Saddam Hussein angeschlossen und für die Peschmerga gekämpft habe. Ihre Eltern studierten Ingenieurwissenschaften in Moskau und lebten in einem Familienapartment eines Studentenwohnheims. In Deutschland wurden deren Abschlüsse nicht anerkannt, so dass der Vater auf Wochenmärkten und im Großhandel und die Mutter in einem Schuhgeschäft arbeitete.
Alabali Radovan wohnt in Schwerin, ist mit dem Profiboxer Denis Radovan (* 1992) verheiratet und boxt in ihrer Freizeit selbst im BC Traktor Schwerin. Im März 2023 wurde sie Mutter einer Tochter. Sie gehört wie ihre Eltern der chaldäisch-katholischen Kirche an und spricht neben Deutsch auch Assyrisch, Arabisch und Englisch.
Im Juni 2025 änderte sie die Schreibweise ihres Namens von Alabali-Radovan in Alabali Radovan.

## Ausbildung und Beruf
Reem Alabali wurde 1990 als erstes Kind geboren, sie besuchte ganztägig einen Kindergarten der russischen Hauptstadt.
Nach Ende der Studien zog die Familie kurzzeitig in die autonome Region Kurdistan im Irak und von dort Mitte 1996 nach Mecklenburg-Vorpommern, wo sie Asyl erhielt. Alabali ging zunächst in Waren (Müritz) zur Schule, zog mit den Eltern aber schon bald nach Schwerin, wo ihre weiteren Geschwister geboren wurden. An der Schule empfahl man ihr den Übertritt an die Realschule; auf eigenen Wunsch und den ihrer Eltern hin besuchte sie jedoch das Gymnasium. Sie legte 2008 am Fridericianum Schwerin das Abitur ab und ging nach Berlin, wo sie im Jahr 2013 ihr Bachelorstudium der Politikwissenschaft an der Freien Universität beendete. In ihrer Bachelorarbeit befasste sie sich mit dem Bürgerkrieg in Syrien.
Von Juni 2012 bis Juli 2014 war sie technische Mitarbeiterin am Deutschen Orient-Institut und als Assistentin, später als Länderreferentin, im Nah- und Mittelost-Verein in Berlin im Bereich der Wirtschaftsförderung tätig. Im Mai 2015 kehrte sie nach Mecklenburg-Vorpommern zurück und war als Mitarbeiterin des Amtes für Migration und Flüchtlingsangelegenheiten des Landesamtes für innere Verwaltung Mecklenburg-Vorpommern in der Erstaufnahmeeinrichtung für Geflüchtete in Nostorf-Horst tätig, in der sie 1996 mit ihren Eltern aufgenommen worden war. Dort und in der Außenstelle Schwerin-Stern Buchholz arbeitete sie bis 2018.

## Politik
Ab August 2018 war Alabali im Ministerium für Soziales, Integration und Gleichstellung des Landes Mecklenburg-Vorpommern als Büroleiterin der Integrationsbeauftragten der Landesregierung tätig. Im Januar 2020 wurde sie selbst als Integrationsbeauftragte des Landes berufen und übte diesen Posten ein Jahr lang aus.

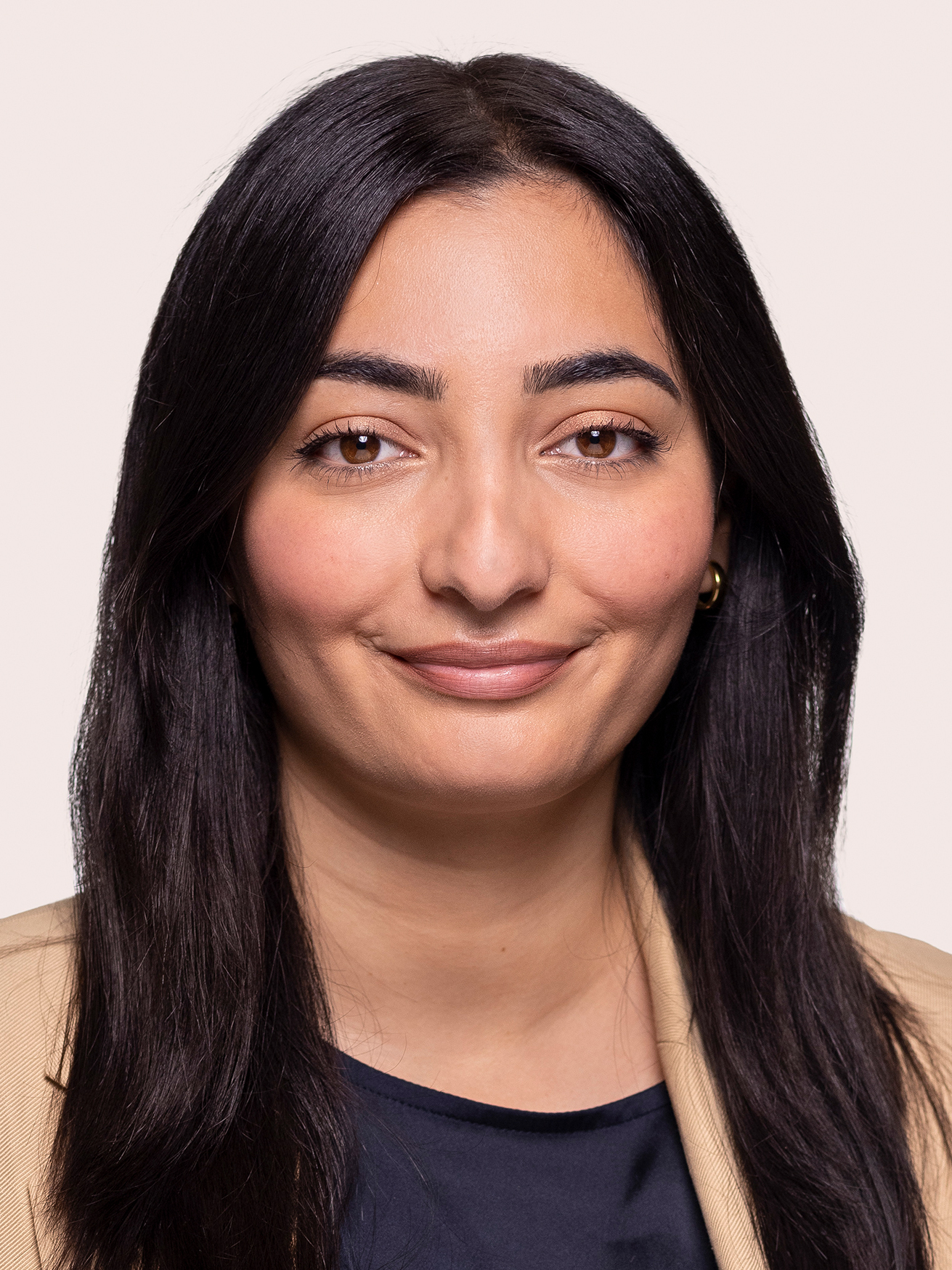
Reem Alabali Radovan 2021

Nachdem sie Anfang 2021 der SPD beigetreten war, kandidierte sie bei der Bundestagswahl 2021 für die SPD Mecklenburg-Vorpommern auf Platz 6 der Landesliste und im Bundestagswahlkreis Schwerin – Ludwigslust-Parchim I – Nordwestmecklenburg I als Direktkandidatin. Sie gewann im Wahlkreis mit 29,4 % der Erststimmen das Direktmandat und zog damit in den 20. Deutschen Bundestag ein.
Am 8. Dezember 2021 wurde sie von Olaf Scholz zur Staatsministerin für Migration, Flüchtlinge und Integration ernannt. Am 23. Februar 2022 übernahm sie zusätzlich das neu geschaffene Amt der Bundesbeauftragten für Antirassismus.
Im August 2022 wurde Alabali Radovan stellvertretende Landesvorsitzende der SPD Mecklenburg-Vorpommern.
Für die Bundestagswahl 2025 wurde sie von allen drei SPD-Kreisverbänden im Bundestagswahlkreis 12 erneut und einstimmig als Bundestagskandidatin nominiert. Die SPD Mecklenburg-Vorpommern wählte sie zudem als Spitzenkandidatin für die anstehende Bundestagswahl. Bei dieser Wahl wurde sie mit 20,1 % der Erststimmen nur Dritte im Wahlkreis, zog aber über die Landesliste in den 21. Deutschen Bundestag ein.
Bei den Koalitionsverhandlungen zwischen CDU, CSU und SPD war Alabali Radovan für die Sozialdemokraten stellvertretende Leiterin der Arbeitsgruppe für Innen, Recht, Migration und Integration.
Am 5. Mai 2025 wurde sie als zukünftige Bundesministerin für wirtschaftliche Zusammenarbeit und Entwicklung im Kabinett Merz vorgestellt. Ihre Nominierung war vor allem von Manuela Schwesig unterstützt worden. Am 6. Mai 2025 wurde sie von Bundespräsident Steinmeier zur Ministerin ernannt.

## Mitgliedschaften
Alabali Radovan ist Beiratsmitglied des Bündnisses für Demokratie und Toleranz und der Initiative Jugendparlament in Hamm sowie Kuratoriumsmitglied der Egidius-Braun-Stiftung. Zudem ist sie Mitglied beim Verein Skatepark Lankow sowie beim BC Traktor Schwerin.

## Audios
- Moskau, Schwerin, jetzt Integration im Kanzleramt – wer Reem Alibali-Radovan ist, von Silke Hasselmann, Deutschlandfunk 16. Dezember 2021